# گاوگل
گاوگل یک روستا در ایران است که در دهستان قلعه‌جوق واقع شده‌است. گاوگل ۱۳۵ نفر جمعیت دارد.